# ケイト・モートン
ケイト・モートン（Kate Morton、1976年 – ）は、オーストラリアの作家。モートンの作品は42か国で出版され、累計で1000万部以上を売り上げている。またイギリスの『サンデー・タイムズ』やアメリカの『ニューヨーク・タイムズ』のベストセラーリストに度々ランクインしている。

## 経歴
1976年、オーストラリア南オーストラリア州のベリ生まれ。
三人姉妹の長女。何度か引っ越しを繰り返した後、小学生の頃、タンバリンマウンテンに落ち着く。子供の頃はイギリスの児童文学作家であるイーニッド・ブライトンの作品を好んで読んでいた。
ロンドンのトリニティ・カレッジでスピーチと演劇の修士号を取得、王立演劇学校でシェイクスピアのサマーコースを受講した。その後、クイーンズランド大学で舞台美術と英文学を学んだ。
夫はジャズミュージシャンで作曲家のデヴィン・パターソン。クイーンズランド州ブリスベンで暮らしていたが、夫と3人の息子とともにロンドンへ移住した。

## 作品
| # | 邦題           | 原題                                     | 刊行年 | 刊行年 | 訳者     | 出版社                     |
| - | -------------- | ---------------------------------------- | ------ | ------ | -------- | -------------------------- |
| 1 | リヴァトン館   | The House at Riverton (The Shifting Fog) | 2006年 | 2009年 | 栗原百代 | 武田ランダムハウスジャパン |
| 2 | 忘れられた花園 | The Forgotten Garden                     | 2008年 | 2011年 | 青木純子 | 東京創元社                 |
| 3 |                | The Distant Hours                        | 2010年 |        |          |                            |
| 4 | 秘密           | The Secret Keeper                        | 2012年 | 2013年 | 青木純子 | 東京創元社                 |
| 5 | 湖畔荘         | The Lake House                           | 2015年 | 2017年 | 青木純子 | 東京創元社                 |
|   |                | The Clockmaker's Daughter                | 2018年 |        |          |                            |